# Kostel svatého Františka (Paříž)
Kostel svatého Františka v Molitoru (fr. Église Saint-François-de-Molitor) je katolický farní kostel v 16. obvodu v Paříži, v ulici Rue Molitor. Kostel je zasvěcen svatému Františkovi z Assisi a pojmenován po ulici, ve které se nachází.

## Historie

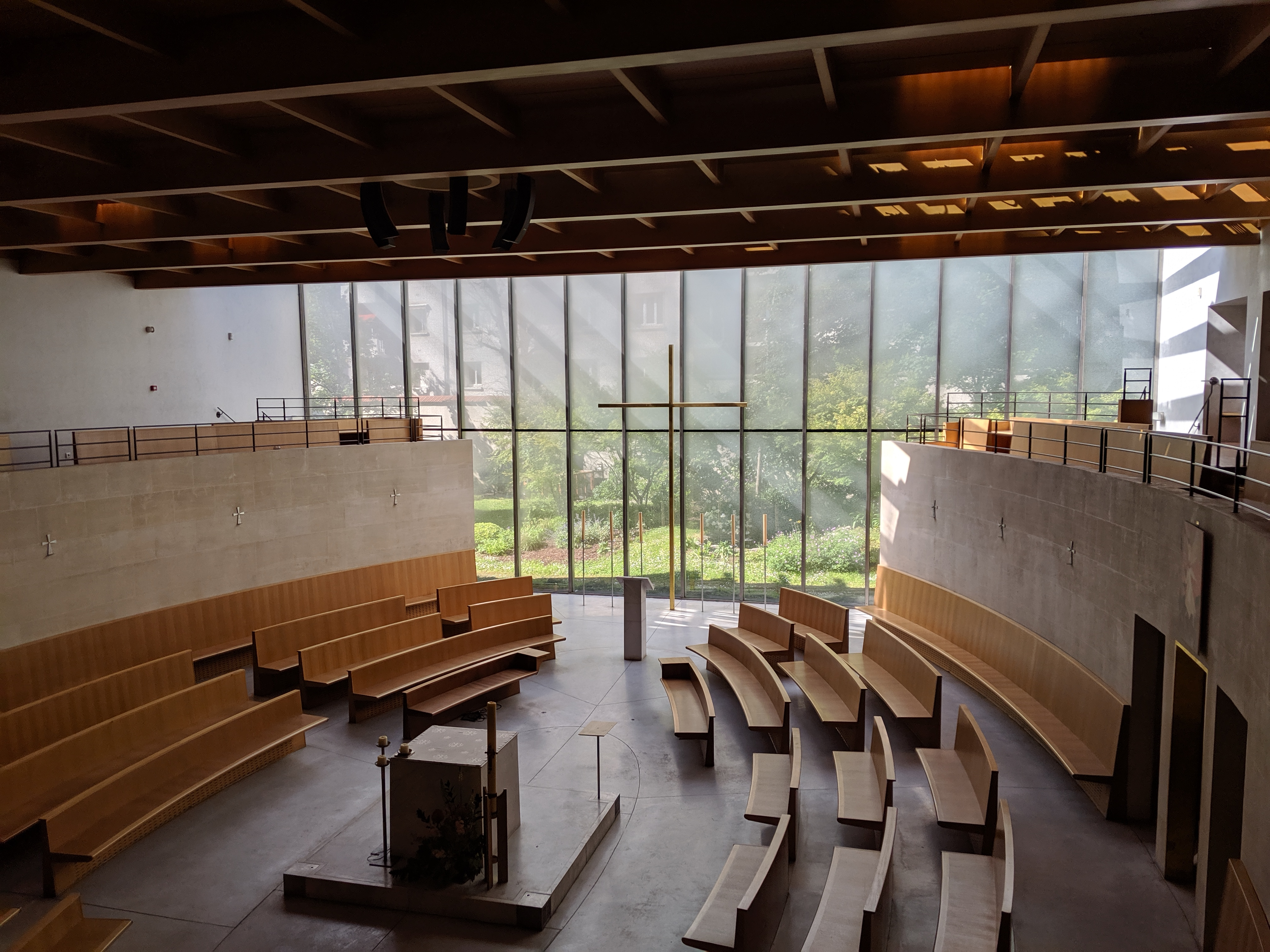
Interiér kostela

Kardinál a pařížský arcibiskup Jean-Marie Lustiger navrhl s důrazem na dodržování zásad druhého vatikánského koncilu (1962–1965) projekt na vybudování nových kostelů v hlavním městě. Nový kostel nahradil původní kapli kapucínů postavenou v roce 1941. Kostel vysvětil až jeho nástupce arcibiskup André Vingt-Trois dne 18. března 2005.

## Architektura
Autory stavby jsou architekti Callies Corinne a Jean-Marie Duthilleul. Zvonice charakterizuje kostel na dálku a vystupuje nad fasádu přímo z hlavní stavby. To ji odlišuje od jiných staveb vzniklých v Paříži ve stejné době – kostela Notre-Dame-de-l'Arche-d'Alliance v 15. obvodu nebo kaple Panny Marie Moudré ve 13. obvodu. Kostel přiléhá z jihu přímo na ulici. 
Fasáda je obložená světlým mramorem. Tento bohatý materiál vyznačuje výjimečnost budovy a odlišuje ji od okolních staveb. U základů zvonice na chodníku pasáže oddělující kostel od sousední budovy se nachází socha svatého Františka z Assisi směřujícího k Bohu, jíž autorem je Alain Courtaigne. Socha je vytvořena z jediného bloku bílé žuly z Haliče. Hlavní portál se skládá ze tří dveří zhotovených ze vzácného dřeva (amazakoué), odkud se vstupuje do narthexu oddělující vstup od samotné svatyně. Kostel má 420 míst k sezení a vnitřek ve tvaru elipsy připomíná loď nebo bárku, symbol církve. Podlaha se lehce svažuje k oltáři. Na hlavní ose elipsy jsou postupně uspořádány křtitelnice, oltář, kazatelna a velký pozlacený kříž. Oltář stojí uprostřed elipsy kostela a je obklopen dvěma galeriemi. V malé kapli na pravé straně od vchodu se nachází tabernákulum a plastika Snímání z kříže ze 14. století.